# درخت چنار کهنسال خامنه
چنار خامنه درختی کهنسال در شهر خامنه واقع در استان آذربایجان شرقی است و یکی از پیرترین درختان چنار دنیا است. این درخت در دی ماه سال ۱۳۹۰ در فهرست آثار طبیعی کشور، ثبت شد.
قطر این درخت در جایی که با زمین در تماس است به ۵ متر و ۳۰ سانتی‌متر و ارتفاع آن به ۱۰ متر می‌رسد و عمر آن درخت به ۱۷۰۰ سال می‌رسد.

## تاریخچه
در ایران قدیم، چنار مظهر غنا و باروری و سرسبزی طبیعت بوده است. این درختان در غرب خامنه و در محله چنار واقع شده‌اند. یکی از این درختان با ۱۷۰۰ سال عمر در مظهر قناتی به همین نام واقع شده که به سبب وقوع حوادث طبیعی از جمله صاعقه چندین بار دچار آتش‌سوزی شده و نیمی از تنه آن نیز به همین دلیل از بین رفته است. با مشاهده تنه سیاه و زغالی شکل این درخت می‌توان واقعه طبیعی را که سالیان پیش رخ داده است مشاهده کرد. قطر این درخت در جایی که با زمین در تماس است به ۵ متر و ۳۰ سانتی‌متر و ارتفاع آن به ۱۰ متر می‌رسد. هم اینک تنها شاخه زنده این درخت که در سمت راست آن واقع است، توسط یک ستون آهنی و چهار تیر چوبی محافظت می‌شود. درخت چنار بعدی در فاصله ۳۰ متری از درخت بزرگتر واقع شده است و قطر آن کمی بیش از دو متر است که ارتفاعی حدود ۲۵ متر دارد. عمر این درخت که به علت ارتفاع بلندش از هر نقطه شهر خامنه قابل مشاهده است، به ۸۵۰ سال می‌رسد. این درختان شاهد حوادث و وقایع متعددی در طول تاریخ بودند نقل قول‌های فراوانی در زبان عامه مردم در مورد این درختان شنیده می‌شود که نشانگر آن است که این درختان جزو فرهنگ شهر خامنه شده‌اند.
در بخش‌هایی از کتاب «خامنه؛ شهر گل و شکوفه‌های بادام» نوشته دکتر علی زاهدی پور به نقش پررنگ این درخت در فرهنگ مردم شهر خامنه و شهرستان شبستر اشاره دارد و آورده شده که در دوره‌ای از تاریخ داخل تنه این درخت دکان کفاشی یکی از شهروندان بوده است. در کتاب «شیخ محمد خیابانی» نوشته علی آذری (انتشارات ص‍ف‍ی‌ع‍ل‍ی‍ش‍اه، ۱۳۶۲، ۱۳۵۴)هم که به زندگی‌نامه این مبارز مشروطه پرداخته است، بارها به این درخت اشاره شده است.